# Josef Kratochvíla
Josef Kratochvíla (* 22. dubna 1946, Třebíč) je český chemik.

## Biografie
Josef Kratochvíla se narodil v roce 1946 v Třebíči. Po maturitě na tamním gymnáziu studoval Přírodovědeckou fakultu Masarykovy univerzity v Brně, obor chemie. Již při studiu se zabýval sloučeninami šestimocného selenu a fosforu. Během studia absolvoval jednoroční stáž na Technické univerzitě ve Stuttgartu u prof. H. Krebse (1967). Studium ukončil v roce 1968, titul doktora přírodovědy (RNDr.) získal v roce 1976. 
Po absolvování vysoké školy byl zaměstnán jako chemik v biochemické laboratoři nemocnice v Havířově (1970 – 1980) a v letech 1980 - 2004 v obdobné laboratoři v Nymburku. Od devadesátých let 20. století se jako odborný supervizor angažuje ve společnosti SEKK spol. s r.o., která se zabývá externí kontrolou kvality výsledků klinických laboratoří.

## Odborné působení
Josef Kratochvíla se během své profesní dráhy stále více orientoval na analytickou kvalitu výsledků chemických a biochemických analýz zdravotnických laboratoří. V letech 1980 až 1991 vedl Komisi pro standardizaci a unifikaci v klinické biochemii, což byl poradní orgán hlavního odborníka pro klinickou biochemii Ministerstva zdravotnictví. Komise položila základy sjednocení klinicko-biochemických metod a nároků na kvalitu výsledků, které jsou nepostradatelné pro diagnostiku a léčebnou praxi většiny lékařských oborů. Komise též položila základy mezinárodní spolupráce, nejdříve v rámci tehdejší RVHP, později na úrovni Mezinárodní federace klinické chemie (IFCC). Zhruba od roku 1990 se Kratochvíla intenzivně věnuje externí kontrole kvality laboratorních analýz, jejímž cílem je zajistit spolehlivost a vzájemnou srovnatelnost výsledků získaných v různých laboratořích. Publikoval řadu odborných prací v domácích i zahraničních odborných časopisech. Byl též členem výboru České společnosti klinické biochemie, která mu v roce 2004 udělila čestné členství.